# Cuddesdon
Cuddesdon – wieś w Anglii, w hrabstwie Oxfordshire, w dystrykcie South Oxfordshire. Leży 10 km na wschód od Oksfordu i 74 km na zachód od Londynu. W 2001 miejscowość liczyła 502 mieszkańców.